# Alectorolophus mutator
Alectorolophus mutator är en insektsart som beskrevs av Willy Adolf Theodor Ramme 1941. Alectorolophus mutator ingår i släktet Alectorolophus och familjen gräshoppor.

## Underarter
Arten delas in i följande underarter:
- A. m. mutator
- A. m. rubripes